# IUVENTA Michalovce
IUVENTA Michalovce je slovaški ženski rokometni klub iz Michalovc. Klub obstaja od sredine sedemdesetih let, pomembne rezultate pa je začel dosegati v zadnjem desetletju 20. stoletja. Za najpomembnejše dosežke veljajo šest slovaške zmage v letu 2003, (ko je bil trener Michal Lukačín), in v letih 2006, 2007, 2011 (ko je bil trener Dušan Daniš), 2012 ter 2013 (trener Ján Packa).
Od julija 2011 v klubu igra slovenska igralka Laura Gerič.